# Neven Pilipović
Neven Pilipović (geboren am 2. Oktober 1984) ist ein deutscher, jugoslawischstämmiger Schauspieler, der für seine Rolle als Draco in der Tatort-Folge Angriff auf Wache 08 bekannt ist. In dem bei Arte ausgestrahlten Doku-Drama Die Slawen – unsere geheimnisvollen Vorfahren (Les Slavs) war er als Boleslav zu sehen.
Sein Debüt gab Pilipović im deutschen und französischen Fernsehen bei ARTE und im Programm der ARD.

## Filmografie (Auswahl)
- 2017: Die Slawen – unsere geheimnisvollen Vorfahren (Les Slavs, Dokumentation)
- 2019: Tatort: Angriff auf Wache 08 (Fernsehreihe)
- 2020: Das letzte Wort (Fernsehserie)
- 2021: Nihat – Alles auf Anfang (Miniserie)
- 2022: Souls (Fernsehserie)
- 2022: Brassic[3] (Fernsehserie)
- 2025: Das zweite Attentat (Fernsehserie)